# أسماك ثنائية الرئة
الأسماك ثنائية الرئة (الاسم العلمي Lepidosireniformes)، رتبة أسماك من طائفة لحميات الزعانف. تضم فصيلتان وكلا الفصيلتان أحادية الطراز